# Emadiana blattea
Emadiana blattea är en insektsart som beskrevs av Ernst Evald Bergroth 1894. Emadiana blattea ingår i släktet Emadiana och familjen dvärgstritar. Inga underarter finns listade i Catalogue of Life.